# Yvonne Constant
Yvonne Constant (Parigi, 15 giugno 1930 – Larmor-Plage, 28 febbraio 2023) è stata un'attrice, cantante, ballerina e cabarettista francese.

## Biografia
Dopo gli esordi come ballerina classica, Yvonne Constant orientò la sua carriera verso il cinema, in cui debuttò nel 1953, e la commedia musicale. Nel 1958 fece il suo debutto a Broadway nella rivista La Plume de Ma Tante, per cui vinse uno speciale Tony Award. Tre anni dopo tornò a recitare a Broadway con il musical The Gay Life con Barbara Cook, mentre l'anno successivo rimpiazzò Noelle Adam in No Strings. Nel 1967 fu Colette in Come Live With Me, mentre nel 2007 tornò a recitare in un musical a New York per la prima volta in quarant'anni con una produzione concertistica di Follies con Christine Baranski, Victoria Clark, Donna Murphy ed Anne Rogers.

## Filmografia parziale
- L'ultima notte (Leur dernière nuit), regia di Georges Lacombe (1953)
- Papà, mammà, la cameriera ed io... (Papa, maman, la bonne et moi...), regia di Jean-Paul Le Chanois (1954)
- Nanà, regia di Christian-Jaque (1955)
- Notre-Dame de Paris, regia di Jean Delannoy (1956)
- Gigò, regia di Gene Kelly (1962)
- Scimmie, tornatevene a casa (Monkeys, Go Home!), regia di Andrew V. McLaglen (1967)